# Složeni broj
Složeni broj je svaki prirodni broj koji ima barem jednoga djelitelja koji nije broj 1 i on sam. Drugim riječima, složeni broj je svaki prirodni broj koji nije prosti broj. Broj 1 nije ni prosti ni složeni broj.
Broj 12 jest složeni broj jer je djeljiv s: 1, 2, 3, 4, 6 i samim sobom (12), tj. ima više od 2 djelitelja.
Svi parni brojevi veći od 2 su složeni brojevi (4, 6, 8, 10, 12, 14, 16, 18, 20...) zato što su djeljivi barem s jedan, sa samima sobom i s 2 (svi parni brojevi djeljivi su s 2) odnosno imaju više od dva djelitelja.
Svi složeni brojevi manji od 50 su: 4, 6, 8, 9, 10, 12, 14, 15, 16, 18, 20, 21, 22, 24, 25, 26, 27, 28, 30, 32, 33, 34, 35, 36, 38, 39, 40, 42, 44, 45, 46, 48 i 49.